# Назаров, Егор Иванович
Егор Иванович Назаров (1848—1900) — поэт-самоучка.

## Биография
Из обедневшей семьи купеческого рода. Родился в 1848 (1849) году в городе Елец Орловской губернии. Грамоте выучился самостоятельно в возрасте восьми лет. Жил в нужде. Рано был отдан в мучную лавку, потом работал подносчиком в кабаке, служил на табачной фабрике, был приказчиком, служил в земстве и на бирже. В середине 1870-х г.г. занимался хлебной торговлей; разорившись поступил писарем в Елецкую городскую мещанскую управу.
В 1872 году опубликовал в сборнике писателей-самоучек «Рассвет» первое стихотворение «Бедность, бедность, нищета…».  Стихи и рассказы Назарова появлялись с тех пор в «Орловском вестнике», «Русском курьере», «Сыне отечества», «Гражданине», «Новостях дня», «Родине», в сборниках «Родные звуки» (1891), «Звёзды» (1891).
В 1880-е годы Назаров познакомился в базарном трактире с И. А. Буниным. Позже Назаров станет прототипом Кузьмы Красова в повести «Деревня» и Балавина в «Жизни Арсеньева», где Бунин цитирует стихи Назарова. Кроме этого, Бунин откликнулся на сборник Назарова «Собрание стихотворений» (М., 1888) статьёй, в которой писал: «… несмотря на многие серьёзные недостатки его произведений, в них встречаешь искренние чувства, довольно отделенную форму стиха и задатки таланта, который при иных обстоятельствах, мог бы вполне развиться…». Лучшими Бунин признал стихи «Памяти Надсона», «Встреча Нового года», «Море житейское». 
Умер Егор Иванович Назаров в 1900 году в Ельце. Поэту мещанским обществом был воздвигнут на елецком городском кладбище чугунный памятник.